# Сабан (ван Пекче)
Сабан (кор. 사반왕, 사비왕, 사이왕, 沙伴王, 沙沸王, 沙伊王, Saban-wang, Sabi-wang, Sai-wang, Saban-wang, Sabi-wang, Sai-wang) — корейський ван, сьомий правитель держави Пекче періоду Трьох держав.
Був старшим сином вана Кусу, зайняв трон після смерті батька 234 року.
Єдине свідчення про Сабана в літописі «Самгук Сагі» стосується того, що він був надто молодим і його швидко замінив на престолі ван Кой, молодший брат п'ятого правителя Пекче Чхого. Сучасні історики вважають, що таке коротке правління свідчить про наявність боротьби за владу між різними кланами в державі. Самгук Юса стверджує, що Сабана було повалено.